# ゼブラウツボ
ゼブラウツボ (Gymnomuraena zebra) は、ウツボの一種。ゼブラウツボ属は本種のみから成る単型属である。ウツボ亜科で最も早く分岐した種であると考えられる。

## 分布
紅海と東アフリカからハワイ諸島、ガラパゴス諸島を含むアメリカ大陸西岸まで、インド太平洋の熱帯から亜熱帯海域に広く分布する。日本では伊豆諸島、小笠原諸島、屋久島、琉球列島で見られる。

## 形態
一般的には全長50 cm程度だが、最大で150 cmになる。吻端は丸い。ウツボには珍しく、貝類など硬い餌を砕くため、歯は臼歯となっている。アラシウツボ属のウツボもこのような歯を持つが、これは平行進化の結果だと考えられている。頭から尾にかけてシマウマのように細く白い横帯が30 - 100本以上あり、和名や英名、学名の由来となっている。背鰭はあまり発達しておらず、基部は後方にある。

## 生態
水深50 m以浅の岩礁・砂底に生息し、岩の隙間に潜む。餌は主にカニ類だが、他の甲殻類・ウニ・貝なども食べる。おそらく雌性先熟性の雌雄同体である。